# Babblarna

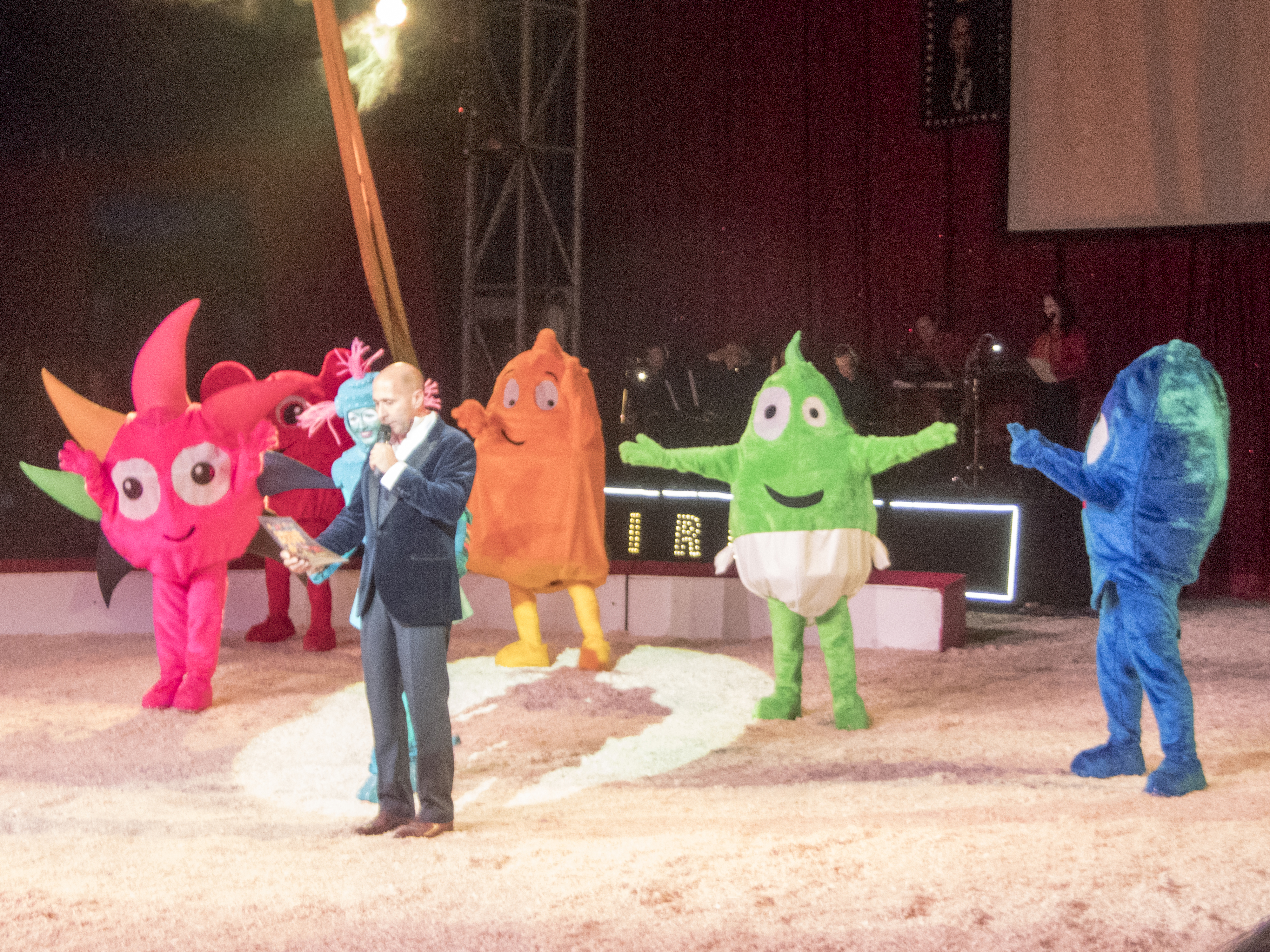
Babblarna på Cirkus Scott.

Babblarna är ett språkpedagogiskt material skapat av Anneli Tisell (författare) i samverkan med Iréne Johansson (Karlstadmodellens grundare), Ola Schubert (animatör och illustratör), Hannes Hagstrand (illustratör), Johan Rask (kompositör) och Hasse Sjölander (kompositör).
Figurerna är inspirerade av professor Iréne Johansson och Karlstadmodellen. Det är en träningsmodell för personer med språk-, tal- eller kommunikationssvårigheter. Johanssons figurer Babba, Bibbi, Bobbo, Diddi, Dadda och Doddo hade tagits fram på 1980-talet för att träna barn i de olika språkljuden genom att härma deras ljud/namn och därmed lära sig att använda betoningar och få en melodi i sitt språk. Figurernas namn introducerades av Johansson i hennes bok Primitiv Grammatik - Ordstadium, utgiven av Studentlitteratur 1990. 
Figurerna uppdaterades 2006 av Anneli Tisell, Ola Schubert och Hannes Hagstrand och de fick nya former och färger. Böcker, spel, musik och filmer med Babblarna sprids till en större allmänhet genom Hatten förlag, med start 2007.
Konceptet används i den pedagogiska verksamheten i flera förskolor och Babblarnas Youtube-kanal har (januari 2025) över 1,2 miljarder visningar. SVT:s animerade version av Babblarna vann juryns specialpris i Kristallen 2018.

## Babblarna
- Babba är brun och den enda av babblarna som inte är en huvudfoting. Babba pratar ”Ba babba ba ba ba”.
- Bibbi är gul och avlång. Bibbi pratar ”Bi bibbi bi bi bi”.
- Bobbo är röd och är rund och har runda öron. Bobbo pratar ”Bobbo bo bo booo”.
- Dadda är grön, päronformad och har blöja på sig. Dadda pratar ”Dadda da da daaa”.
- Diddi är rosa och rund med sju olikfärgade piggar på huvudet. Diddi pratar ”Diiii diddi di di”.
- Doddo är mörkt blå och hjärtformad. Doddo pratar ”Doddo doooo do do”.

De ursprungliga sex babblarna har kompletterats med ytterligare sex som är alteregon med syfte att ge möjlighet till träning av flera språkljud.
- Gagga har samma form som Babba men är violett. Gagga pratar ”Gagga ga ga ga”.
- Giggi har samma form som Bibbi men är orange. Giggi pratar ”Gi gi giggi gi gi”.
- Goggo har samma form som Bobbo men är svart. Goggo pratar ”Goggo go gooo”.
- Sassa har samma form som Dadda men är ljusblå. Sassa pratar ”Saaa sassa sa sa”.
- Sissi har samma form som Diddi men är isblå. Sissi pratar ”Sissi si si siiii”.
- Sosso har samma form som Doddo men är rosa. Sosso pratar ”Sooo so so sosso”.

Flera karaktärer som finns i Babblarnas värld
- Vovvo är en turkosblå hund som låter ”Vo vo vo”
- Faffa är en papegoja som låter ”Fa faffa faaaa”
- Klonk är en talande och sjungande robotflicka
- Tut är en talande och sjungande bil som både kan köra på marken och fälla ut vingar för att flyga
- Pling är en cykel
- Purrpurr är en visslande kattdrake som bor i bergen i närheten av Babblarnas dal